# Leipoa ocellata
Leipoa ocellata là một loài chim đất ở Úc có kích cỡ ngang gà nhà. Chúng nổi bật ở việc con trống biết xây gò tổ lớn, và chim non không được cha mẹ chăm sóc. Đây là loài duy nhất còn sinh tồn trong chi Leipoa (Leipoa gallinacea đã tuyệt chủng là một họ hàng gần).

## Hành vi

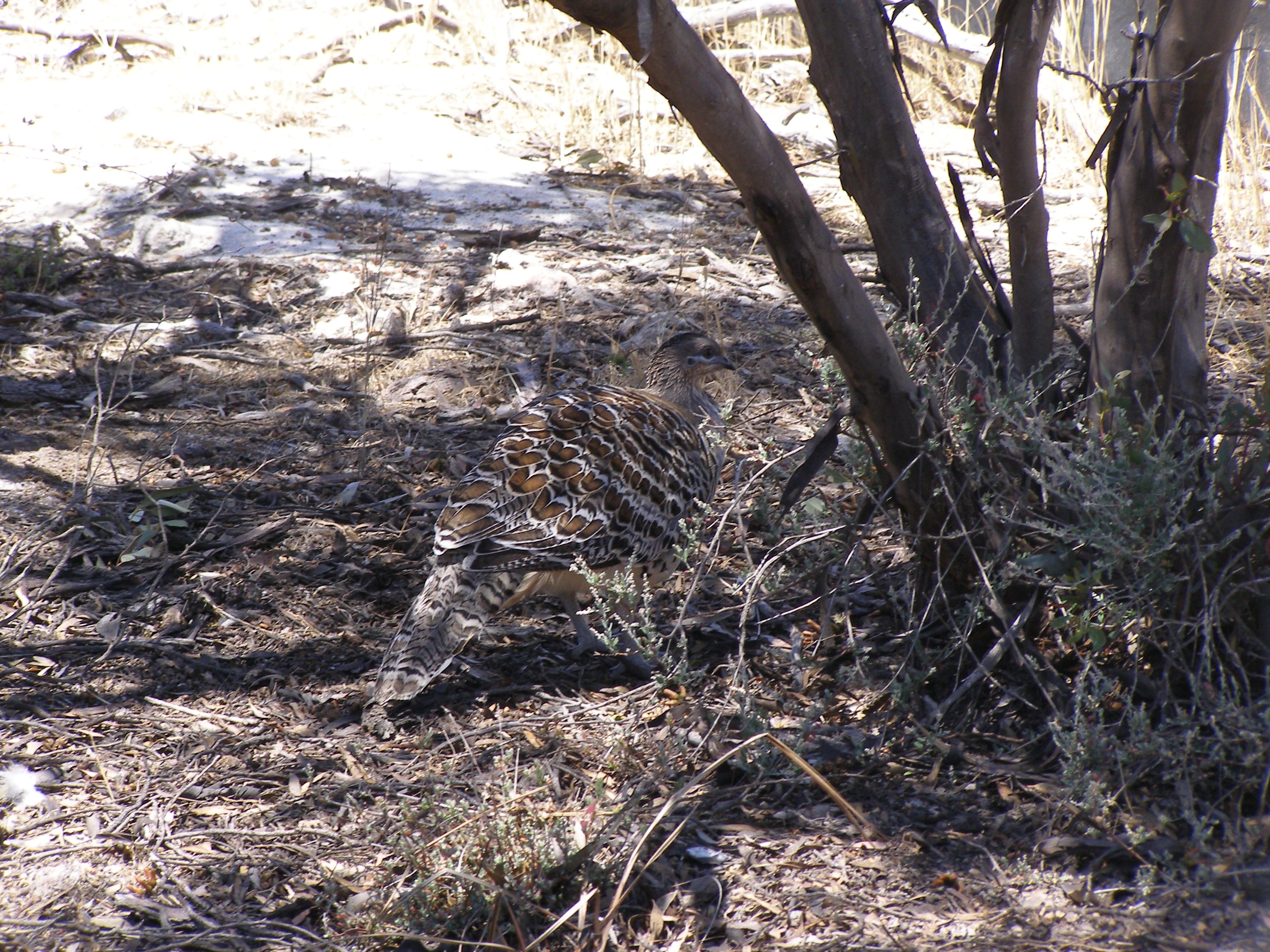
Malleefowl ngụy trang

Malleefowl là loài chim nhút nhát, cảnh giác, đơn độc thường bay chỉ để thoát khỏi nguy hiểm hoặc lên cây để ngủ. Mặc dù rất năng động, chúng hiếm khi đứng yên nếu bị quấy rầy, dựa vào bộ lông phức tạp của chúng để làm cho chúng vô hình, hoặc mờ dần và nhanh chóng vào bụi cây (chỉ bay đi nếu ngạc nhiên hoặc bị truy đuổi). Chúng có nhiều chiến thuật để chạy trốn khỏi những kẻ săn mồi.

### Sinh sản
Các cặp chiếm một lãnh thổ, nhưng thường ngủ nhờ và kiếm mồi ở xa; hành vi xã hội của chúng là đủ để cho phép giao phối thường xuyên trong mùa và một chút nữa vào lúc khác. Vào mùa đông, chim trống chọn một khu vực đất, thường là một không gian mở nhỏ giữa những cây còi cọc của bạch đàn, và cào một lỗ bề ngang khoảng 3 m (9,8 ft) chỉ sâu dưới 1 m (3,3 ft) trong cát đất bằng cách cào ngược bằng chân. Vào cuối mùa đông và đầu mùa xuân, chim trống bắt đầu thu thập vật liệu hữu cơ để lấp đầy hố này, thu thập các khúc cây, lá và vỏ cây lót xung quanh lỗ và xây dựng nó thành một gò đất, mà thường cao khoảng 0,6 m so với mặt đất. Lượng rác trong gò đất thay đổi; nó có thể gần như hoàn toàn là vật liệu hữu cơ, chủ yếu là cát, hoặc bất kỳ tỷ lệ nào ở giữa.
Sau khi mưa, chim trống quay và trộn vật liệu để tăng độ phân hủy, và nếu điều kiện cho phép, đào một khoang đẻ trứng vào tháng 8 (tháng cuối cùng của mùa đông nam bán cầu). Chim mái đôi khi hỗ trợ việc đào khoang trứng, và thời gian thay đổi theo nhiệt độ và lượng mưa. Con mái thường đẻ giữa tháng 9 và tháng 2, với điều kiện đủ mưa đã giảm xuống để bắt đầu phân hủy rác hữu cơ. Chim trống tiếp tục duy trì gò làm tổ, dần dần bổ sung thêm đất vào hỗn hợp khi mùa hè đến gần (có lẽ là để điều chỉnh nhiệt độ).

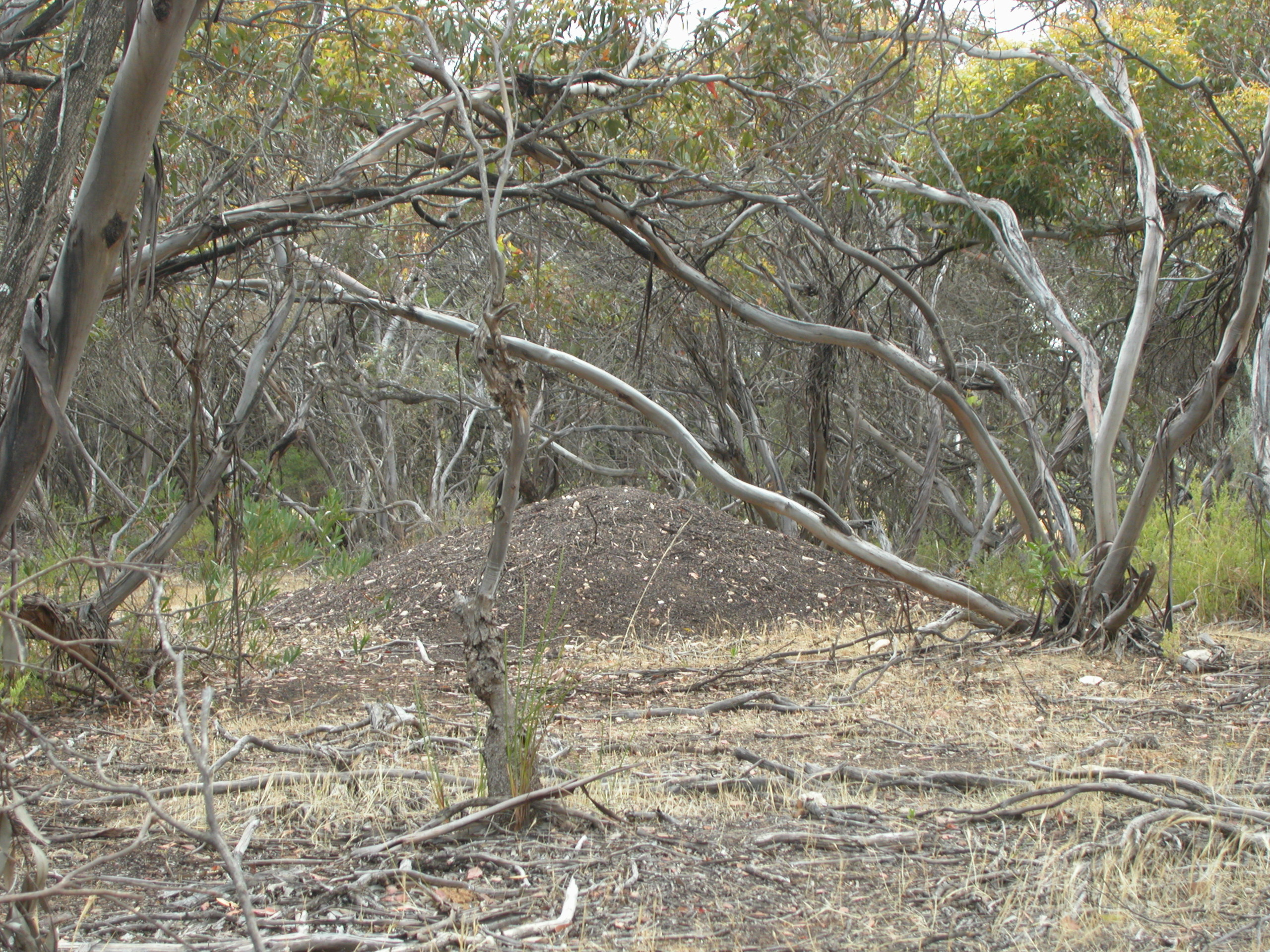
Gò đất tổ Leipoa ocellata

Chim trống thường xây dựng gò đất đầu tiên của chúng (hoặc tiếp quản một cái hiện có) trong năm thứ tư của chúng, nhưng có xu hướng không đạt được một cấu trúc ấn tượng như những con chim già. Chúng được cho là giao phối suốt đời, và mặc dù những con chim trống ở gần đó để bảo vệ tổ trong chín tháng trong năm, chúng có thể đi lang thang vào những lúc khác, không phải lúc nào cũng quay trở lại cùng một lãnh thổ.
Chim mái đẻ một ổ hai hoặc ba đến hơn 30 quả trứng lớn, mỏng, chủ yếu là khoảng 15 quả; thường cách nhau khoảng một tuần. Mỗi quả trứng nặng khoảng 10% trọng lượng cơ thể của chim mái, và trong một mùa, chim mẹ thường đẻ 250% trọng lượng của mình. Kích thước ổ trứng rất khác nhau giữa các loài chim và với lượng mưa. Thời gian trứng nở phụ thuộc vào nhiệt độ và có thể từ khoảng 50 đến gần 100 ngày.
Chim mới nở sử dụng đôi chân mạnh mẽ của mình để thoát ra khỏi trứng, sau đó nằm ngửa và cào theo cách của chúng lên mặt đất, khó khăn trong 5–10 phút để đạt được 3 đến 15 cm tại một thời điểm, và sau đó nghỉ ngơi một giờ hoặc lâu hơn trước khi bắt đầu lại. Tiếp cận bề mặt mất từ 2 đến 15 giờ. Chim con bật ra khỏi vật liệu làm tổ với ít hoặc không có cảnh báo, với mắt và mỏ đóng chặt, sau đó ngay lập tức hít một hơi thật sâu và mở mắt, trước khi bất động trong 20 phút.

Mặt cắt ngang của gò tổ chim moundefowl cho thấy một lớp cát (dày tới 1 m) được sử dụng để cách nhiệt, buồng đẻ trứng và lớp phân ủ. Buồng đẻ trứng được giữ ở mức nhiệt độ không đổi 33 °C bằng cách mở và đóng các lỗ thông hơi trong lớp cách nhiệt, trong khi nhiệt đến từ phân ủ ở dưới.

Chim con sau đó nhanh chóng chui ra khỏi lỗ gò tổ và cuộn hoặc đi lảo đảo đến bề mặt của gò đất, nhanh chóng lủi vào bụi cây. Trong vòng một giờ, nó sẽ có thể chạy khá tốt; nó có thể vỗ cảnh bay trong một khoảng cách ngắn và chạy rất nhanh trong vòng hai giờ, và mặc dù lông đuôi chưa mọc, chim con có thể bay mạnh trong vòng một ngày. Chim con không có tiếp xúc với chim trưởng thành hoặc các con chim con khác; chúng có khuynh hướng nở từng con một, và chim ở bất kỳ độ tuổi nào cũng bỏ qua nhau ngoại trừ giao phối hoặc tranh chấp lãnh thổ.

## Phân bố và môi trường sống
Loài này sinh sống ở rừng bạch đàn bán khô ở rìa của các khu vực tương đối màu mỡ của miền nam Australia, nơi loài chim này hiện đang giảm xuống còn ba quần thể riêng biệt: lưu vực Murray-Murrumbidgee, phía tây Vịnh Spencer dọc theo rìa sa mạc Simpson, và rìa bán khô góc tây nam màu mỡ của Tây Úc.